# Dorsale di Reykjanes
Dorsale di Reykjanes è la denominazione oceanografica con cui si identifica la parte nord-orientale della dorsale medio atlantica, compresa tra la zona di frattura di Charlie Gibbs a circa 53°00′N 35°00′W dove la dorsale vira a nord-est, e l'Islanda. 
La denominazione deriva dal nome della penisola di Reykjanes, in Islanda, che rappresenta la parte terminale e emersa della dorsale.

## Descrizione
La dorsale separa il bacino di Irminger, che fa parte del bacino del Labrador, dal bacino islandese ad est; la sua linea di cresta forma il confine orientale del Mare di Irminger, che appartiene all'Atlantico nordoccidentale.

## Attività vulcanica
L'attività vulcanica su questa dorsale sottomarina è piuttosto elevata. In qualche caso questo ha comportato la nascita di piccole isole temporanee in conseguenza di una intensa attività eruttiva. Queste isole, costituite da magma raffreddato velocemente, nella maggior parte dei casi vengono rapidamente erose dall'azione del mare e degli agenti atmosferici. Qualcuna, come nel caso di Eldey, persiste per un periodo di tempo più lungo.
Lungo la dorsale nel 2007 è stato scoperto il vulcano sottomarino Njörður.